# Wolf In der Maur
Wolf In der Maur (* 2. März 1924 in Klagenfurt als Wolfgang Eberhard Karl Paul Robert In der Maur; † 17. März 2005 in Wien) war ein österreichischer Journalist und Herausgeber.

## Leben
Wolf In der Maur wurde am 2. März 1924 im Landeskrankenheim Klagenfurt als Sohn des Rittmeisters a. D. Gilbert In der Maur (* 15. August 1887 in Vaduz, Liechtenstein; † 13. September 1959 in Pörtschach am Wörthersee, Österreich) und dessen Ehefrau Margaretha (geborene Hatheyer; * 26. Juli 1897 in Klagenfurt; † 28. Januar 1963) geboren und am 12. April 1924 auf den Namen Wolfgang Eberhard Karl Paul Robert getauft. Väterlicherseits entstammt er der Tiroler Familie der Freiherren In der Maur auf Strelburg und zu Freifeld. Die Eltern hatten am 15. Jänner 1921 in Klagenfurt geheiratet.
Nach Ende des Zweiten Weltkriegs arbeitete Wolf In der Maur ab 1945 als Journalist, Theaterregisseur und freier Mitarbeiter beim Sender Klagenfurt.
Nachdem er am 8. August 1946 standesamtlich geheiratet hatte, war er ab 1947 Korrespondent für diverse österreichische und deutsche Tageszeitungen. Gleichzeitig gab er mehrere Industriezeitschriften heraus.
Von 1959 bis 1961 war In der Maur Chefredakteur der Wochenpresse. 1962 wechselte er zum Schwesterblatt Die Presse, wo er zunächst Chef vom Dienst, später Geschäftsführer und Herausgeber wurde. 1974 wechselte In der Maur zum ORF, wo er unter Generalintendant Otto Oberhammer Hörfunkintendant wurde. Anschließend, von 1979 bis Mitte 1984, war er Fernsehintendant für FS 1 (heute ORF 1). 1977 gründete In der Maur zusammen mit Günther Nenning den Österreichischen Journalisten Club (ÖJC).
Wolf In der Maur starb im 82. Lebensjahr nach langer, schwerer Krankheit.

## Auszeichnungen
- 1985: Großes Goldenes Ehrenzeichen für Verdienste um die Republik Österreich[2]

## Publikationen
- Herausgeber der Schriftenreihe Kurz & Bündig
- Anton Pelinka und Erika Weinzierl (Herausgeber): Österreichs Umgang mit seiner Vergangenheit. Wien 1997
- Michael-Gaismair-Gesellschaft (Herausgeber): Der Mensch, der Journalist, der Historiker. Bozen 1993, ISBN 88-7283-044-3
- Wolf In der Maur: Balkan. 1993, ISBN 3-85128-074-1
- Wolf In der Maur: Liberalismus. 1990, ISBN 3-85128-048-2
- Wolf In der Maur: Nationalismus. 1989, ISBN 3-85128-030-X
- Wolf In der Maur: Die Französische Revolution. 1988, ISBN 3-85128-014-8
- Wolf In der Maur: Die Zigeuner. Wien 1969; Neuausgabe: Zigeuner – Wanderer zwischen den Welten. 1992, ISBN 3-85128-070-9
- Guido Zernatto: Vom Wesen der Nation. Fragen und Antworten zum Nationalitätenproblem. 1966